# Пит Кайзер
Петрюс Йоханес „Пит“ Кайзер (на нидерландски: Petrus Johannes (Piet) Keizer) е нидерландски футболист.
По време на своята кариера играе само за тима на Аякс. Той е капитан на амстердамския отбор, смятан от мнозина за най-великия отбор в света за всички времена. Звездата разбира се е Йохан Кройф, но „Пит“ е един от моторите на „Аякс“, печелейки три пъти поред КЕШ от 1971 до 1973 година.
С националния отбор на Холандия достига до финала на Световното първенство по футбол през 1974 г.

Пит Кайзер е част от поколението футболисти практикувало т.нар. „тотален футбол“ през 70-те години на 20 век.

Неговата фамилия става прякор на българския футболист Николай Тодоров - Кайзера.
На 10 февруари 2017 той умира от рак на белите дробове. В Аякс отчитат, че Пит Кайзер е истинска икона със свооите 189 гола в 490 мача. Заради Кройф гледа от пейката загубата на Холандия на финала на Мондиал 74 с 1:2 от ФРГ.
Кройф и Кайзер са жестоки съперници и в „Аякс“. Дори се смята, че Йохан напуска клуба заради избора на Пит за капитан.

## Успехи

### Отборни
Холандия
- Световно първенство по футбол:
  -  Сребърен медал (1): 1974

 Аякс (Амстердам)
- Висша дивизия – шампионат на Холандия:
  -  Шампион (5): 1965-1966, 1966-1967, 1967-1968, 1969-1970, 1971-1972, 1972-1973
    -  Сребърен медал (4): 1960-1961, 1962-1963, 1968-1969, 1970-1971
      -  Бронзов медал (2): 1973-1974, 1974-1975

- Купа на Холандия
  -  Носител (5): 1961, 1967, 1970, 1971, 1972
    -  Финалист (1): 1968

- Шампионска лига (КЕШ):
  - Носител (3): 1970/71, 1971/72, 1972/73
    - Финалист (1): 1968/69

- Суперкупа на Европа:
  - Носител (2): 1972, 1973

- Междуконтинентална купа:
  - Носител (1): 1972

### Лични
- Номиниран за Златната топка (2): 1971, 1972
- 15-о място в списъка на футболистите с най-много вкарани голове в нидерландския шампионат (Eredivisie) със 146 гола.